# Русские в Италии
Русские в Италии — часть русской диаспоры, проживающая в Италии.
Национальный институт статистики (ISTAT) Италии привёл данные по количеству граждан Российской Федерации, проживающих в Италии на 1 января 2016 года. Всего в Республике зарегистрировано 35791 россиян, что составляет 0,71 % от общего числа иностранцев (а их в Италии 5 026 153 человек).
По данным статистики, самым излюбленным итальянским регионом у россиян является Ломбардия, где на начало 2016 года проживало 7 385 человек, причём, почти 6 000 из них — женщины. Согласно ISTAT, начиная с 2010 года этот регион Республики считается самым популярным у граждан России, численность которых за 6 лет здесь увеличилась на 2 000 человек.
Внушительное количество россиян обосновалось на юге страны, в Кампании (3 872 чел.). В процентном соотношении российских граждан к количеству иностранцев, населяющих этот регион, россияне составляют 1,64 %. Этот показатель является самым высоким по всем регионам Италии.

## История
Присутствие русских путешественников отмечалось в Италии ещё с XV в., незначительное миграционное движение фиксируется с начала XX в. Белую эмиграцию Италия не привлекала, в том числе из-за прихода фашистов к власти. Более значительной волной стала эмиграция из постсоветской России. Многие богатые русские любят Италию как страну шоппинга.